# Clinton (Contea di Lenawee, Michigan)
Clinton è un villaggio degli Stati Uniti d'America, situato nello Stato del Michigan, nella contea di Lenawee.